# 黃國華 (1967年)
黃國華（1967年10月17日—），台灣基隆人，中華民國作家，筆名總幹事。2019年出版作品《鬼魅豪宅》